# 2012年の文学
2012年の文学（2012ねんのぶんがく）では、2012年（平成24年）の文学に関する出来事について記述する。

## できごと
- 1月17日 - 第146回芥川龍之介賞・直木三十五賞（2011年下半期）の選考委員会開催。
- 1月20日 - 阿川佐和子のエッセイ『聞く力』（文春新書）が発売される[1]。同書はトーハン発表の「2012年年間ベストセラー」総合1位と「2013年年間ベストセラー」総合3位を記録した[2][3]。
- 6月17日 - 第147回芥川龍之介賞・直木三十五賞（2012年上半期）の選考委員会開催。

## 受賞

### 日本国内
- 第146回（2011年下半期）芥川賞・直木賞 （1月）
  - 芥川賞 - 円城塔 『道化師の蝶』、田中慎弥『共喰い』
  - 直木賞 - 葉室麟 『蜩ノ記』
- 第147回（2012年上半期）芥川賞・直木賞 （7月）
  - 芥川賞 - 鹿島田真希 『冥土めぐり』
  - 直木賞 - 辻村深月 『鍵のない夢を見る』
- 谷崎潤一郎賞（第48回） - 高橋源一郎『さよならクリストファー・ロビン』
- 泉鏡花文学賞（第40回） - 角田光代『かなたの子』
- 群像新人文学賞（第55回） - 該当作なし
- 野間文芸新人賞（第34回） - 日和聡子 『螺法四千年記』
- 吉川英治文学賞（第46回） - 夢枕獏 『大江戸釣客伝』
- 吉川英治文学新人賞（第33回） - 西村健 『地の底のヤマ』
- 毎日出版文化賞（第66回）（文学・芸術部門） - 赤坂真理 『東京プリズン』
- 小林秀雄賞（第11回） - 小澤征爾・村上春樹 『小澤征爾さんと、音楽について話をする』
- 本屋大賞（第9回） - 三浦しをん『舟を編む』

### 日本国外
- ノーベル文学賞 -  莫言
- ブッカー賞 -  ヒラリー・マンテル 『Bring up the Bodies』

## 2012年の本

### 小説
- 相場英雄 『震える牛』（小学館）
- 赤坂真理 『東京プリズン』（河出書房新社）
- 朱野帰子 『海に降る』（幻冬舎）
- 伊藤計劃、円城塔『屍者の帝国』（河出書房新社）
- 小川洋子 『最果てアーケード』（講談社）、『ことり』（朝日新聞出版）
- 小野不由美 『残穢』（新潮社）、『鬼談百景』（メディアファクトリー）
- 角田光代 『紙の月』（角川春樹事務所）
- 川上弘美 『七夜物語』（朝日新聞出版）
- 窪美澄 『晴天の迷いクジラ』（新潮社）
- 小池昌代 『厩橋』（角川書店）
- 小池真理子 『沈黙のひと』（文藝春秋）、『二重生活』（角川書店）
- 島本理生『七緒のために』（講談社）
- 中脇初枝 『きみはいい子』（ポプラ社）
- 原田マハ 『楽園のカンヴァス』（新潮社）
- 日和聡子 『螺法四千年記』（幻戯書房）
- 平田オリザ 『幕が上がる』（講談社）
- 松浦理英子 『奇貨』（新潮社）
- 三津田信三 『のぞきめ』（角川書店）、『幽女の如き怨むもの』（原書房）
- 村田沙耶香 『しろいろの街の、その骨の体温の』（朝日新聞出版）
- 横山秀夫 『64（ロクヨン）』（文藝春秋）

### その他
- 内田樹 『街場の文体論』（ミシマ社）
- 大城道子 『赤ん坊たちの〈記憶〉』（牧歌舎・星雲社）
- 岸本佐知子 『なんらかの事情』（筑摩書房）
- 関川夏央 『東と西 横光利一の旅愁』（講談社）
- 高橋秀実 『「弱くても勝てます」 開成高校野球部のセオリー』（新潮社）
- 半藤一利 『日露戦争史 1』（平凡社）
- 村上春樹・大橋歩 『サラダ好きのライオン 村上ラヂオ3』（マガジンハウス）
- 安田浩一 『ネットと愛国』（講談社）

## 死去

### 1月 - 3月
- 1月9日 - 藤沼貴、中華民国出身の日本のロシア文学者。80歳没。
- 1月12日 - レジナルド・ヒル、イギリスの推理作家。75歳没。
- 1月14日 - 中島誠、東京府出身の文芸評論家。81歳没。
- 1月21日 - 岡松和夫、福岡県出身の国文学者・小説家。80歳没。
- 1月21日 - 新井豊美、広島県出身の詩人。76歳没。
- 1月24日 - 山田野理夫、宮城県出身の小説家。89歳没。
- 1月29日 - 牟礼慶子、東京府出身の詩人。82歳没。
- 1月29日 - 河野典生、高知県出身の小説家。77歳没。
- 1月31日 - 川勝正幸、福岡県出身の編集者、著述家。55歳没。
- 2月1日 - ヴィスワヴァ・シンボルスカ、ポーランドの詩人。1996年にノーベル文学賞を受賞した。88歳没。
- 2月2日 - ドロシー・ギルマン、米国の推理小説作家（* 1923年）
- 2月3日 - ジョン・クリストファー、イギリスの児童文学者（* 1922年）
- 2月15日 - 祖父江昭二、日本の文芸評論家（* 1927年）
- 2月20日 - 河野仁昭、日本の詩人（* 1929年）
- 3月11日 - 有田忠郎、長崎県出身の詩人・翻訳家（* 1928年）
- 3月16日 - 吉本隆明、東京市出身の思想家・詩人・評論家。87歳没[4]。
- 3月17日 - 安永蕗子、熊本県出身の女流歌人（* 1920年）
- 3月19日 - 八田木枯、三重県出身の俳人（* 1924年）
- 3月21日 - 石一郎、日本のアメリカ文学者・作家（* 1911年）
- 3月27日 - アドリエンヌ・リッチ、アメリカ合衆国の女流詩人・フェミニスト。82歳没。

### 4月 - 6月
- 4月1日 - 武川忠一、長野県出身の歌人・早稲田大学名誉教授。92歳没。
- 4月5日 - 平木国夫、石川県出身のノンフィクション作家。87歳没。
- 4月17日 - 吉武輝子、兵庫県出身の文筆家。80歳没。
- 5月8日 - モーリス・センダック、米国の絵本作家。83歳没。
- 5月14日 - 吉村達也、日本の小説家。60歳没。
- 5月19日 - 杉山平一、福島県出身の詩人、映画評論家。97歳没。
- 5月22日 - 吉田秀和、東京市出身の音楽評論家・随筆家。98歳没。
- 6月5日 - レイ・ブラッドベリ、米国の小説家。91歳没。
- 6月8日 - 赤江瀑、山口県出身の小説家。79歳没。

### 7月 - 9月
- 7月7日 - 森晴秀、日本の英文学者・神戸大学名誉教授。78歳没[5]。
- 7月28日 - 西尾忠久、鳥取県出身のコピーライター・著述家。82歳没。
- 8月15日 - ハリイ・ハリスン、米国のSF作家。87歳没。
- 8月31日 - 赤座憲久、岐阜県出身の児童文学作家。85歳没[6]。
- 9月23日 - 高田勇、日本のフランス文学者。81歳没。
- 9月23日 - 久曾神昇、愛知県出身の国文学者。103歳没。

### 10月 - 12月
- 10月13日 - 丸谷才一、山形県出身の小説家・文芸評論家・翻訳家。2011年に文化勲章を受けた。87歳没[7]。
- 10月22日 - 太田蘭三、三重県出身の小説家。83歳没。
- 10月30日 - 藤本義一、大阪府出身の小説家。79歳没。
- 11月19日 - 福永令三、愛知県出身の童話作家。83歳没。
- 12月12日 - 増田れい子、日本のジャーナリスト・随筆家。住井すゑの次女である。83歳没。